# Louis Ripault (savant orientaliste)
Pour les articles homonymes, voir Louis Ripault.
Louis Marie Madeleine Ripault, dit l’abbé Ripault (né à Orléans le 27 octobre 1775, et mort le 12 juillet 1823 à La Chapelle-Saint-Mesmin) est un savant orientaliste, philologue et antiquaire (sens ancien) français.

## Biographie

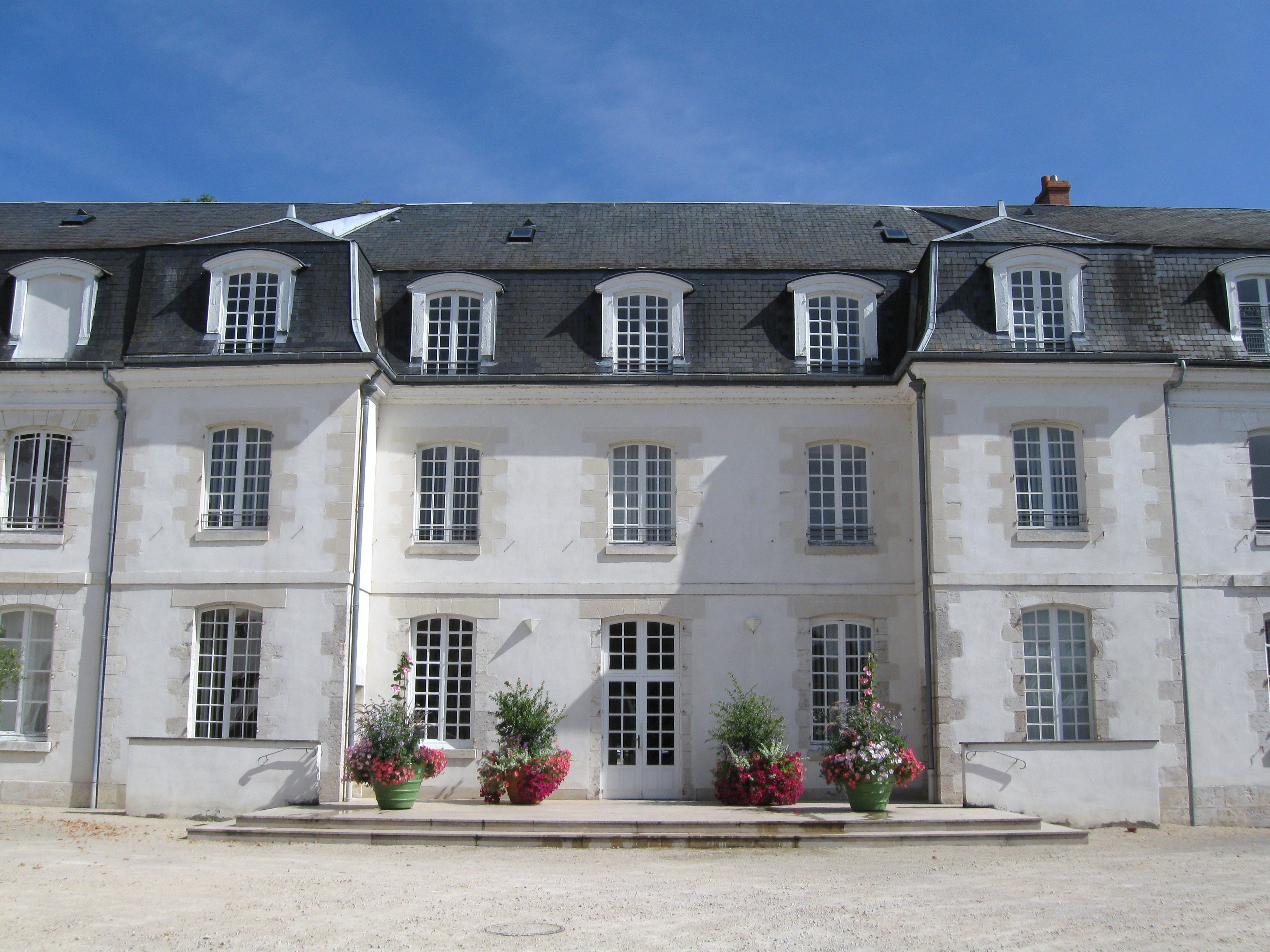
Demeure de Ripault à La Chapelle Saint-Mesmin, actuel hôtel de ville.

Après des études au collège à Orléans, il est pourvu d'un bénéfice ecclésiastique par son oncle et parrain Joseph Louis Ripault-Desormeaux en 1789.
Libraire à la Révolution, il est un des rédacteurs de la Gazette de France. Il devient le secrétaire du philologue Charles de Pougens.
En 1793, il est sous-lieutenant au 49e régiment d'infanterie de Longwy. En 1795, grâce à l’appui de Pougens, il est nommé membre de la Commission des sciences et des arts par Bonaparte et participe à l'expédition scientifique d'Égypte.
Bibliothécaire de l'Institut d'Égypte, il en devient membre le 4 juillet 1799, dans la section de littérature et arts.
Rapatrié d'Égypte pour raisons de santé, le 6 janvier 1800 (16 Nivôse an VIII) il est nommé bibliothécaire du Premier Consul, puis secrétaire de Joséphine de Beauharnais.
Le 20 février 1801 (1er Ventôse An IX) il devient correspondant associé de l'Académie des Sciences, Arts et Lettres de Caen.
Le 27 septembre 1801 (5 Vendémiaire An X) sur pression du Premier Consul, qui est son second témoin civil, il épouse Philiberte Françoise Adrienne Nicole Mathieu, avant le mariage religieux à l'église de la Conception. Le ménage est logé au Palais du Gouvernement, le château des Tuileries... Le caractère ombrageux de Louis Marie Madeleine Ripault le fait se brouiller avec celui qui devient empereur. Il quitte Paris pour se loger dans le petit château, qu'il fait améliorer, légué par son parrain à La Chapelle-Saint-Mesmin.

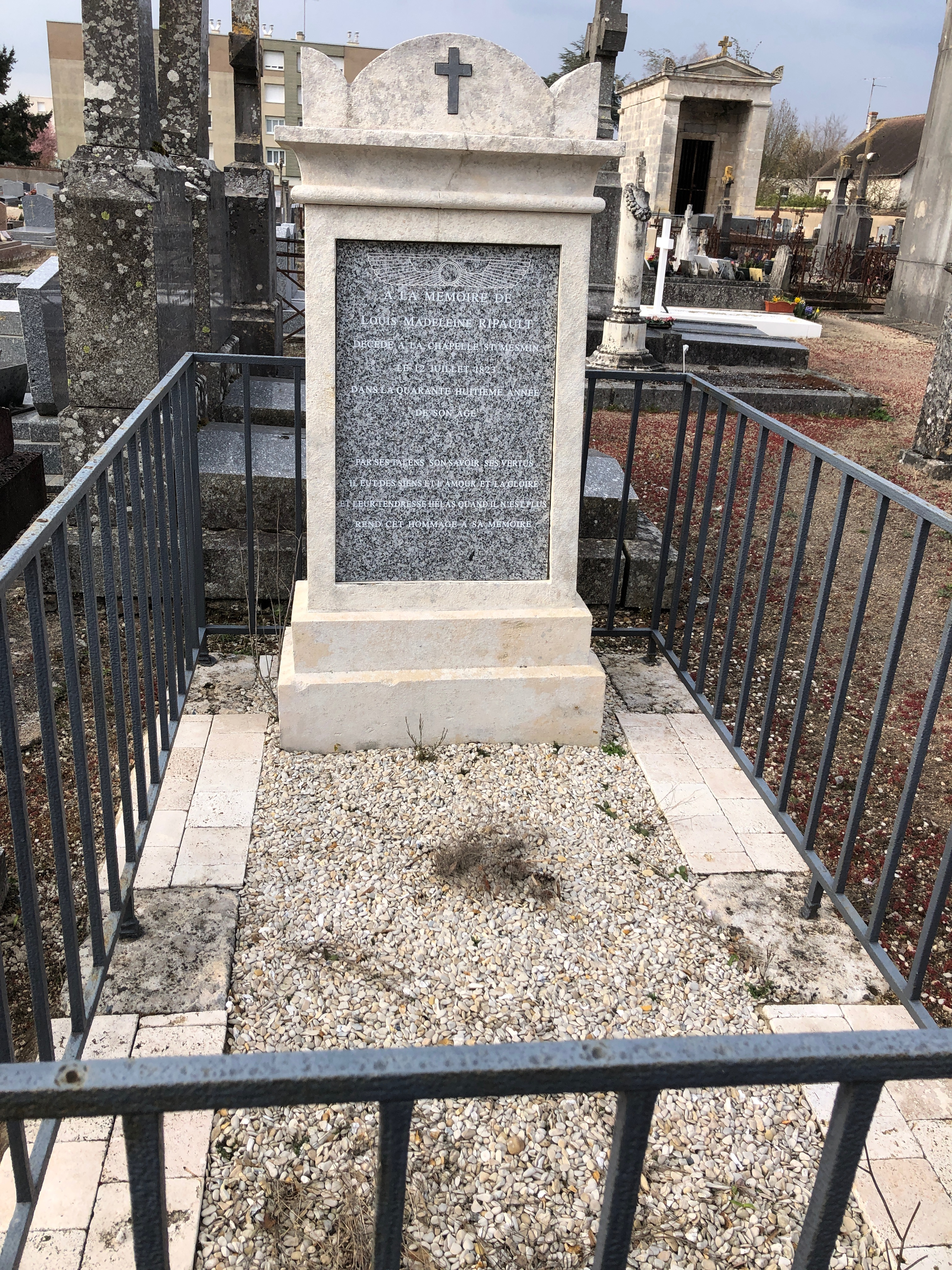
Tombe restaurée de Louis Ripault.

Le 27 décembre 1804 (6 Nivose an XIII), il est initié à la franc-maçonnerie à la loge du Grand Sphinx de Paris.
Il a eu quatre enfants de 1802 à 1818. Il meurt le 12 juillet 1823 à 13 heures dans sa demeure de La Chapelle Saint-Mesmin. 
Celle-ci est devenue l'hôtel de ville de la commune en 1999. Louis Ripault est inhumé dans le cimetière du bourg.
On a de lui :
- une Description abrégée des principaux monuments de la Haute-Égypte] (Rapport fait au premier Consul Bonaparte par le citoyen Ripault), parue dans le Moniteur en plusieurs articles et publiée par la suite.  (Voir par exemple ici :),
- Une journée de Paris, an V,
- Agathocles et Monk, ou L'art d'abattre et de relever les trônes, an V,
- Une soirée de la bonne compagnie de 1804,
- une Histoire de Marc-Aurèle, 1820.